# 2028
2028（二千二十八、二〇二八、にせんにじゅうはち）は、自然数また整数において、2027の次で2029の前の数である。

## 性質
- 2028は合成数であり、約数は 1, 2, 3, 4, 6, 12, 13, 26, 39, 52, 78, 156, 169, 338, 507, 676, 1014, 2028 である。
  - 約数の和は5124。
- 2028 = 133 − 132
  - a = 13 のときの a3 − a2 の値とみたとき1つ前は1584、次は2548。
- 2028 = 12 × 132
  - n = 13 のときの 12n2 の値とみたとき1つ前は1728、次は2352。(オンライン整数列大辞典の数列 A135453)
- 411番目のハーシャッド数である。1つ前は2025、次は2030。
  - 12を基とする38番目のハーシャッド数である。1つ前は1920、次は2064。
- 2028 = 102 + 222 + 382 = 142 + 262 + 342 = 262 + 262 + 262
  - 3つの平方数の和3通りで表せる226番目の数である。1つ前は2017、次は2060。(オンライン整数列大辞典の数列 A025323)
- 2028 = 102 + 222 + 382 = 142 + 262 + 342
  - 異なる3つの平方数の和2通りで表せる280番目の数である。1つ前は2017、次は2052。(オンライン整数列大辞典の数列 A025340)
- 2028 = 3 × 262
  - n = 26 のときの 3n2 の値とみたとき1つ前は1875、次は2187。(オンライン整数列大辞典の数列 A033428)
- 2028 = 22 × 3 × 132
  - 3つの異なる素因数の積で p2 × q2 × r の形で表せる27番目の数である。1つ前は1908、次は2124。(オンライン整数列大辞典の数列 A179643)
- 2028 = 13 + 33 + 103 + 103
  - 4つの正の数の立方数の和で表せる633番目の数である。1つ前は2025、次は2029。(オンライン整数列大辞典の数列 A003327)
- 約数の和が2028になる数は3個ある。(1125, 1685, 2027) 約数の和3個で表せる54番目の数である。1つ前は1968、次は2064。
- 各位の和が12となる144番目の数である。1つ前は2019、次は2037。

## その他 2028 に関連すること
- 西暦2028年
- メインストリート (中村あゆみの曲) の規格品番はアナログレコードが7HB-2028、CDが10HD-2028である。
- Forever You ～永遠に君と～のCDコードはGZCA-2028である。
- UEFA EURO 2028